# ارزیابی دقیق کد
در فرایند توسعهٔ نرم‌افزار مرحله‌ای با عنوان ارزیابی کد (Peer review) وجود دارد که در طی آن شخص انجام دهنده یک کار، تکلیف صورت گرفته را همراه با یک یا چند تن از همکاران خود ارزیابی می‌کند. هدف از این مرحله بررسی منظم محصول به منظور یافتن مشکلات احتمالی و رفع ایراد آن‌ها می‌باشد. نام انگلیسی این مرحله (Software peer review) است.
ارزیابی دقیق کد غالباً به بررسی کدها منبع می‌پردازد. در صورتی که کد منبع از قوانین زبان مورد نظر پیروی کرده باشد، علاوه بر افزایش کیفیت کد منبع موجب می‌شود تا مشاهده، بررسی و رفع ایرادات برای تیم ارزشیابی بسیار آسان‌تر شود.
با انجام صحیح ارزیابی کد، بسیاری از مشکلات احتمالی حال و آینده رفع خواهد شد. به عنوان مثال در صورت مراجعه مجدد به کد منبع در آینده فهمیدن و درک کدی که درست ارزشیابی شده و از قوانین پیروی کرده است راحت‌تر بوده و زمان کمتری را نیاز خواهد داشت.